# Muntžak sundský
Muntžak sundský (Muntiacus muntjak) zvaný též muntžak červený jižní či jelen štěkavý je sudokopytník běžný v jihovýchodní Asii. Dříve byl řazen do jednoho taxonu spolu s muntžakem indickým (Muntiacus vaginalis), ale po taxonomické revizi (Groves 2003) došlo k rozdělení na dva druhy.
Jde o malého jelena, který váží obvykle do 30 kg. Srst má jemnou, měkkou a krátkou, její zbarvení má odstíny hnědé, krémové, našedlé nebo načervenalé. Jedná se o všežravce, jenž konzumuje trávu, listy, ovoce, semena, ptačí vejce a dokonce i malá zvířata. Někdy pozře i mršinu. Vydává zvuky podobné štěkání, zvláště když spatří predátora, což mu vysloužilo v mnoha jazycích pojmenování štěkavý jelen. Samci muntžaků mají malé parůžky dosahující maximální délky 15 cm. Někdy se chovají teritoriálně a navzdory své malé velikosti dokáží být i značně zuřiví. Samci mezi sebou bojují a proti predátorům umějí používat i své klům podobné špičáky. Takto jsou schopni se bránit například psovitým šelmám či menším kočkám. Jedná se o osamoceně žijící zvířata, která se sdružují jen v době páření, což může být kdykoliv během roku. Jeho habitatem jsou různé druhy lesních porostů, v nichž se díky své malé velikosti dokáže velmi obratně pohybovat. Vyskytuje se na Malajském poloostrově, Sumatře, Borneu, Jávě, Bali a některých dalších ostrovech Indonésie. Severní hranici jeho území je šíje Kra. Muntžak sundský je sice podle IUCN veden jako málo dotčený druh, ale množství jeho populace má klesající tendenci a musí čelit několika hrozbám. Jde především o lov (kvůli masu, kůži a pro přípravu léků) a ničení životního prostředí.